# Bourisp
Bourisp ist eine französische Gemeinde mit 190 Einwohnern (Stand 1. Januar 2022) im Département Hautes-Pyrénées in der Region Okzitanien (zuvor Midi-Pyrénées). Sie gehört zum Arrondissement Bagnères-de-Bigorre und zum Kanton Neste, Aure et Louron.

## Geographie
Die Gemeinde liegt in den Pyrenäen in der historischen Provinz Bigorre und in der Landschaft Pays d’Aure, 16 Kilometer nördlich der Grenze zu Spanien.

### Nachbargemeinden
|                   | Guchan                                      |          |
| Vielle-Aure       | Kompassrose, die auf Nachbargemeinden zeigt | Camparan |
| Saint-Lary-Soulan | Sailhan Estensan                            | Azet     |

Der Gemeindehauptort liegt im Vallée d’Aure, durch das der Fluss Neste d’Aure verläuft. Der Ort liegt etwa 50 Kilometer südöstlich von Lourdes. Die Gemeinde hat aufgrund der Höhenlage eine geringe Bevölkerungsdichte. Der Berggipfel des Coume Escoure markiert mit 1285 m über dem Meer den höchsten Punkt in der Gemeinde.

## Bevölkerungsentwicklung
| Jahr      | 1962 | 1968 | 1975 | 1982 | 1990 | 1999 | 2011 | 2020 |
| --------- | ---- | ---- | ---- | ---- | ---- | ---- | ---- | ---- |
| Einwohner | 96   | 124  | 120  | 87   | 103  | 110  | 156  | 173  |

## Sehenswürdigkeiten
Die Gemeinde verfügt über mehrere Kulturdenkmäler, die als Monument historique eingestuft sind.
Die Kirche der Geburt der Heiligen Jungfrau (Église de la Nativité-de-la-Sainte-Vierge) aus dem 13. Jahrhundert hat bemerkenswerte Wandmalereien aus dem 16. Jahrhundert. Diese zeigen die „Sieben Todsünden“ (Hochmut, Gier, Völlerei, Lust, Wut, Neid und Trägheit), die in Form von sieben Damen in historischen Kostümen mit Tieren und Dämonen zeigen.

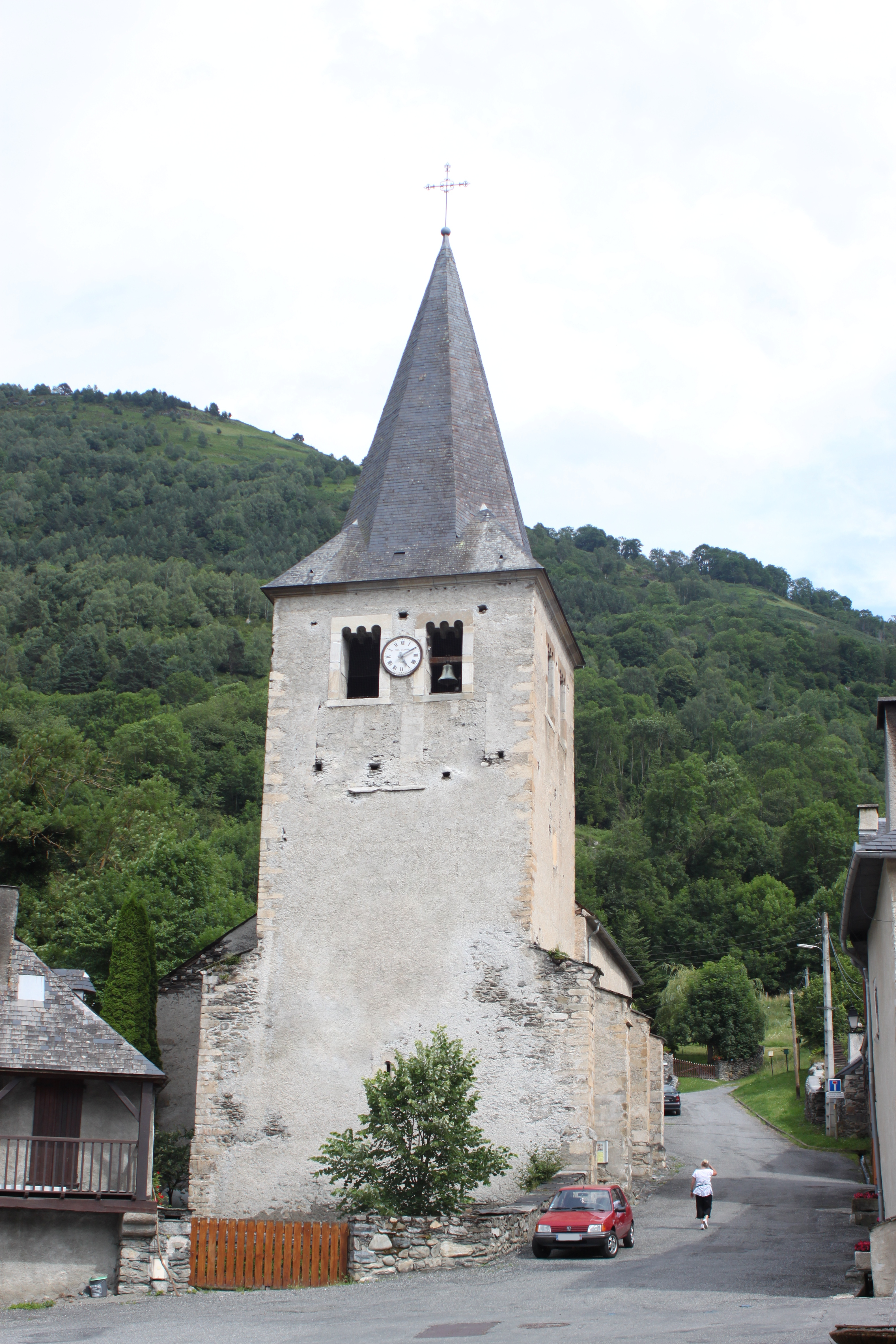
Kirche Notre-Dame
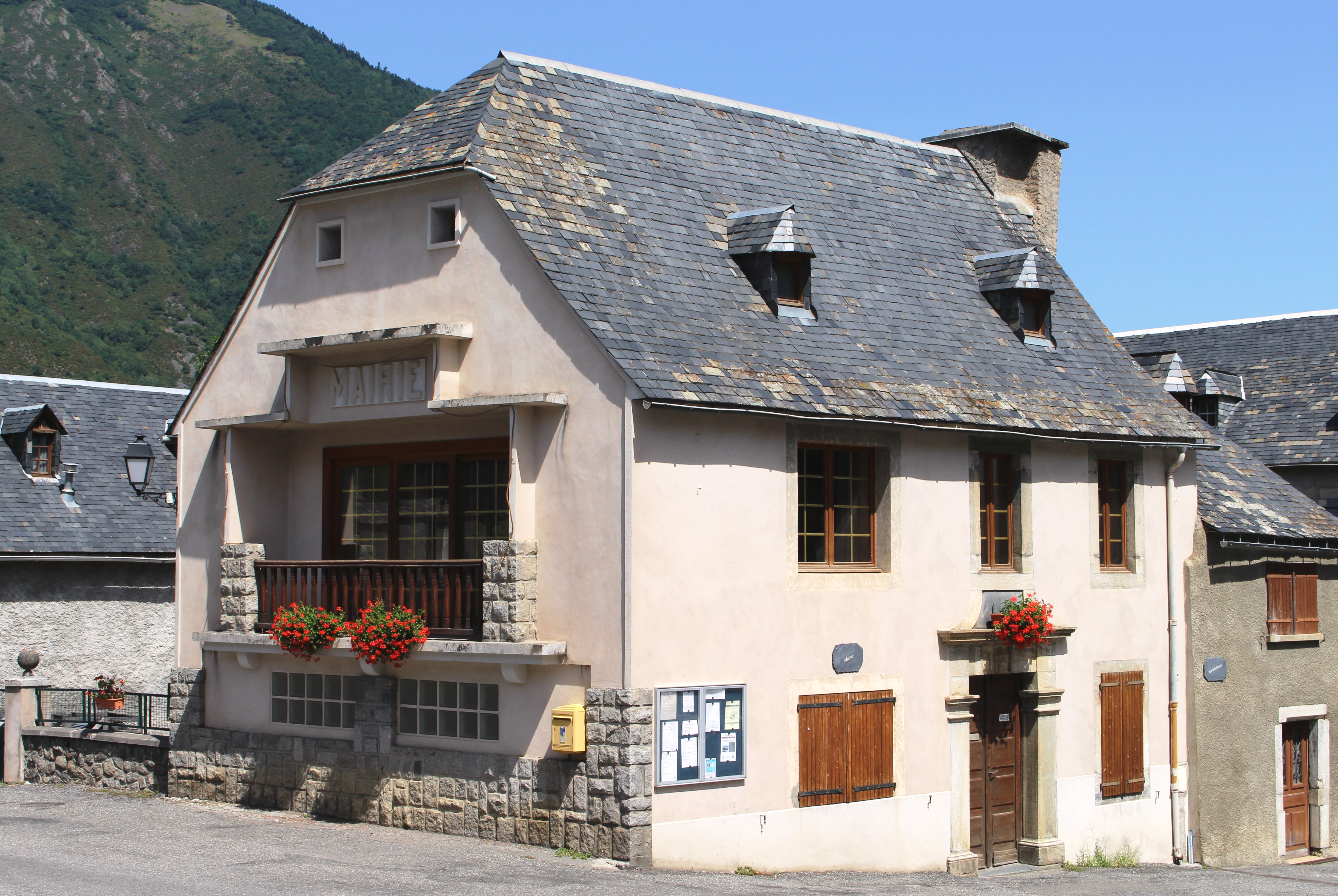
Mairie (Rathaus)
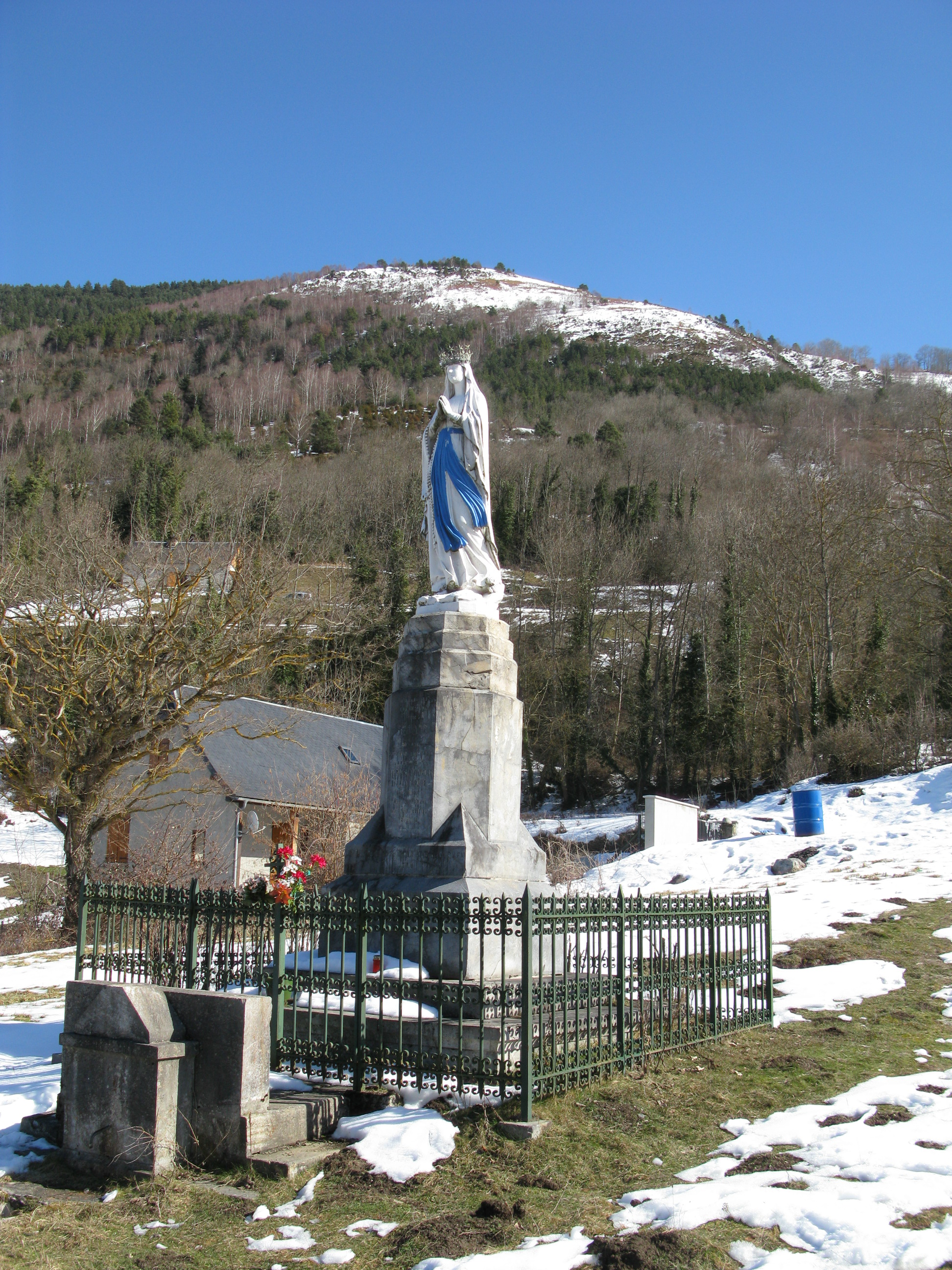
Marienstatue
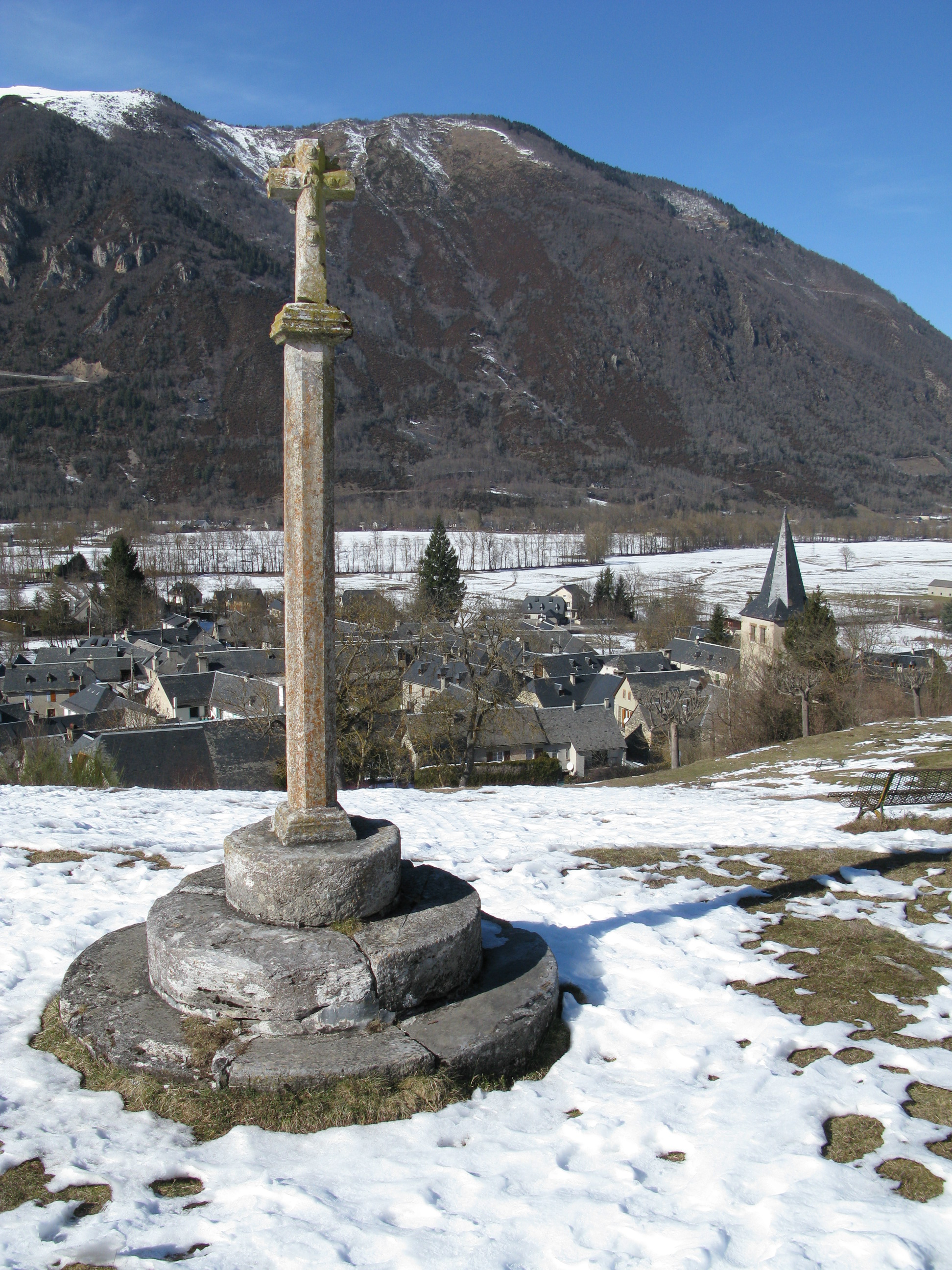
Flurkreuz
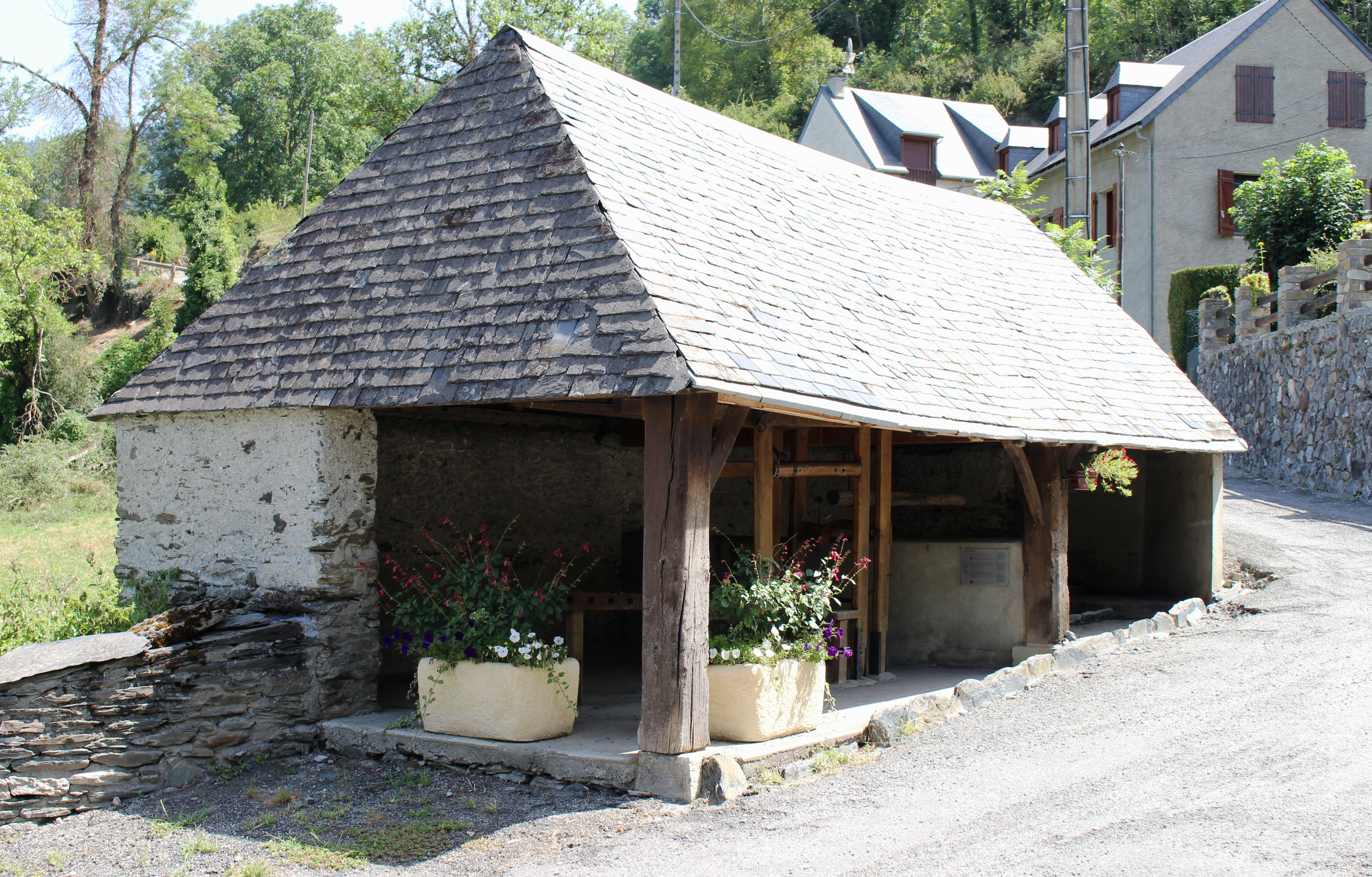
Ehemaliges öffentliches Waschhaus
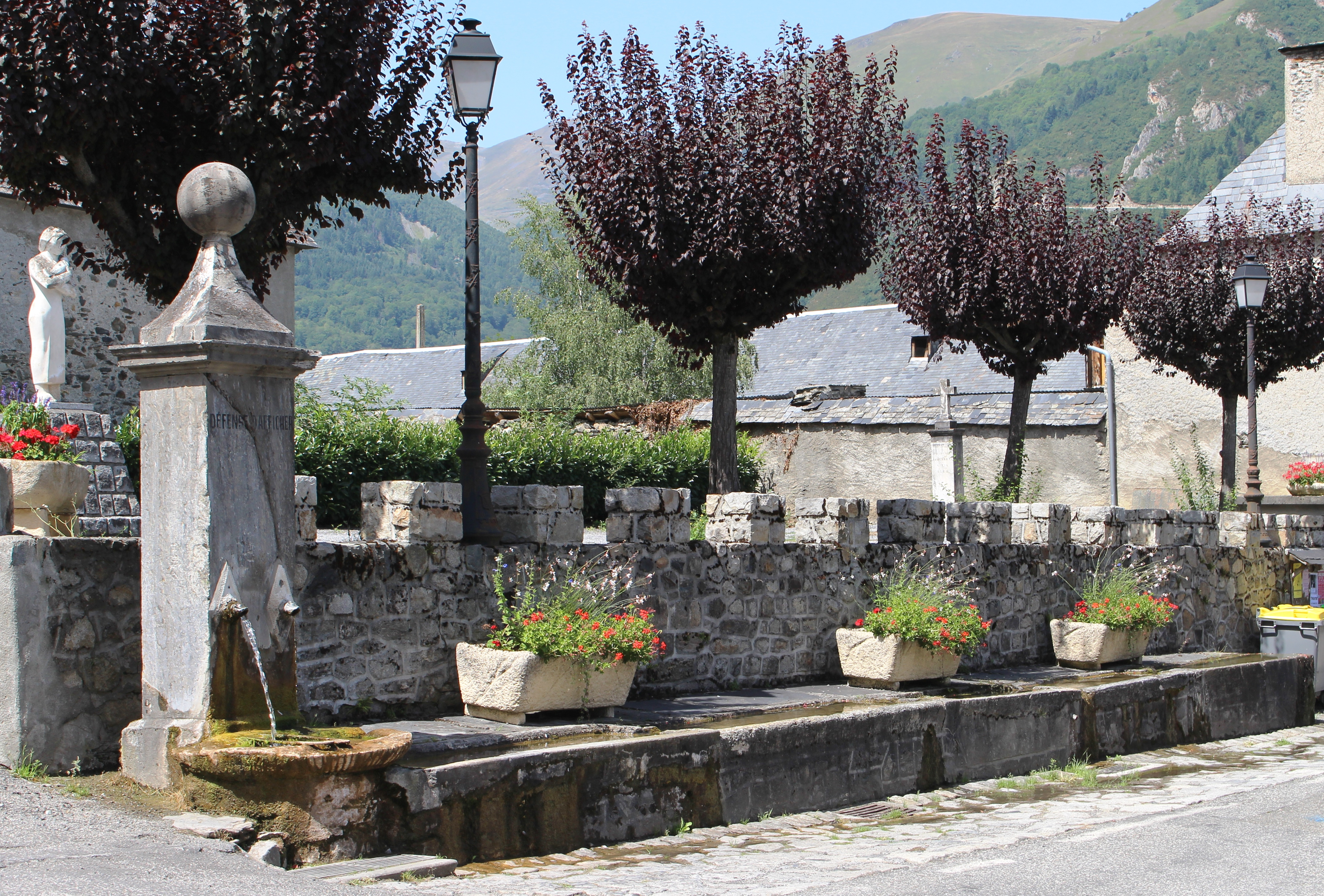
Brunnen und ehemalige Viehtränke

## Persönlichkeiten
- Henri Caillavet (1914–2013); französischer Politiker und Bürgermeister von Bourisp zwischen 1959 und 1983.